# Patinage de vitesse sur piste courte aux Jeux olympiques de 2014 - Relais 3 000 mètres femmes
Navigation
Vancouver 2010 Pyeongchang 2018
Le relais féminin 3 000 mètres de patinage de vitesse sur piste courte (ou short-track) aux Jeux olympiques de 2014 a lieu le 10 février 2014 (demi-finales) et le 18 février 2014 (finale) au Centre de patinage artistique Iceberg à Sotchi.
Les Sud-Coréennes remportent l'épreuve devant les Canadiennes et les Italiennes.

## Médaillés
| Or                                                                         | Argent                                                                    | Bronze                                                               |
| Corée du Sud Cho Ha-ri Kim Alang Kong Sangjeong Shim Suk-hee Park Seung-hi | Canada Marie-Eve Drolet Jessica Hewitt Valérie Maltais Marianne St-Gelais | Italie Arianna Fontana Lucia Peretti Martina Valcepina Elena Viviani |

## Résultats

### Demi-finales
Les demi-finales ont lieu le 10 février.
| Rang | Demi-finales | Athlètes     | Pays                                                                | Temps          | Notes |
| ---- | ------------ | ------------ | ------------------------------------------------------------------- | -------------- | ----- |
| 1    | 1            | Corée du Sud | Shim Suk-hee Park Seung-hi Kong Sangjeong Cho Ha-ri                 | 4 min 08 s 052 | QA    |
| 2    | 1            | Canada       | Marie-Ève Drolet Jessica Hewitt Valérie Maltais Marianne St-Gelais  | 4 min 08 s 871 | QA    |
| 3    | 1            | Russie       | Olga Belyakova Tatiana Borodulina Sofia Prosvirnova Valeriya Reznik | 4 min 13 s 938 | QB    |
| 4    | 1            | Hongrie      | Rózsa Darázs Bernadett Heidum Andrea Keszler Szandra Lajtos         | 4 min 15 s 473 | QB    |
| 1    | 2            | Chine        | Fan Kexin Li Jianrou Liu Qiuhong Zhou Yang                          | 4 min 09 s 555 | QA    |
| 2    | 2            | Italie       | Arianna Fontana Lucia Peretti Martina Valcepina Elena Viviani       | 4 min 11 s 282 | QA    |
| 3    | 2            | Japon        | Ayuko Ito Yui Sakai Biba Sakurai Sayuri Shimizu                     | 4 min 11 s 913 | QB    |
| PEN  | 2            | Pays-Bas     | Jorien ter Mors Sanne van Kerkhof Yara van Kerkhof Lara van Ruijven | -              | PEN   |

QA = Qualifiées pour la finale A
QB = Qualifiées pour la finale B

### Finales
Les finales ont lieu le 18 février.

#### Finale A
| Rang                                | Pays         | Athlètes                                                           | Temps          | Notes |
| ----------------------------------- | ------------ | ------------------------------------------------------------------ | -------------- | ----- |
| Médaille d'or, Jeux olympiques      | Corée du Sud | Shim Suk-hee Park Seung-hi Kim A-Lang Cho Ha-ri                    | 4 min 09 s 498 |       |
| Médaille d'argent, Jeux olympiques  | Canada       | Marie-Ève Drolet Jessica Hewitt Valérie Maltais Marianne St-Gelais | 4 min 10 s 641 |       |
| Médaille de bronze, Jeux olympiques | Italie       | Arianna Fontana Lucia Peretti Martina Valcepina Elena Viviani      | 4 min 14 s 014 |       |
| PEN                                 | Chine        | Fan Kexin Li Jianrou Liu Qiuhong Zhou Yang                         | -              | PEN   |

#### Finale B
| Rang | Pays    | Athlètes                                                            | Temps          | Notes |
| ---- | ------- | ------------------------------------------------------------------- | -------------- | ----- |
| 4    | Russie  | Olga Belyakova Tatiana Borodulina Sofia Prosvirnova Valeriya Reznik | 4 min 14 s 862 |       |
| 5    | Japon   | Ayuko Ito Yui Sakai Biba Sakurai Sayuri Shimizu                     | 4 min 15 s 253 |       |
| 6    | Hongrie | Rózsa Darázs Bernadett Heidum Andrea Keszler Szandra Lajtos         | 4 min 24 s 496 |       |